# 野田九浦

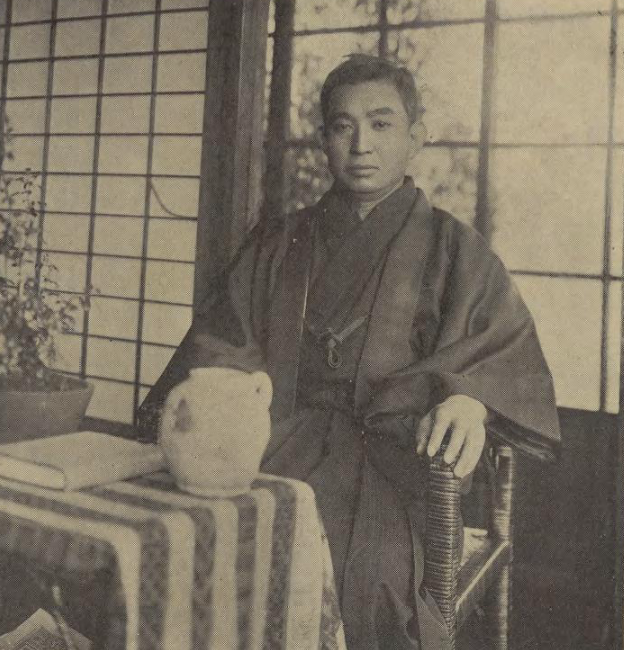
野田九浦

野田 九浦（のだ きゅうほ 1879年（明治12年）12月22日 - 1971年（昭和46年）11月2日）は、昭和時代の日本画家。本名は道三。「九甫」とも表記。祖父は漢文学者の野田笛浦。弟に脚本家の野田高梧がいる。

## 略歴
東京下谷生まれ。4歳から父が税関長をつとめた函館で過ごし、函館商業学校で学ぶ。1895年（明治28年）に寺崎広業と共に上京し師事。1896年（明治29年）に東京美術学校日本画科に入学するが、美術学校騒動（岡倉天心排斥運動）により1898年（明治31年）に退学。白馬会研究所で黒田清輝に絵を学ぶ。正岡子規に俳句を学ぶ。1907年（明治40年）第1回文展で「辻説法」が二等賞受賞。同年大阪朝日新聞社に入社し、夏目漱石の「坑夫」の挿絵を描いた。1917年（大正6年）まで勤務。
1912年（大正元年）に北野恒富と大正美術会を結成。1917年（大正6年）第11回文展で特選。
1937年（昭和12年）、この年から始まった新文展の審査員に就任。
1947年（昭和22年）に帝国芸術院会員となり、日展に出展。画塾煌土社を設立。金沢美術工芸大学教授。狩野探幽の研究でも知られた。
1958年（昭和33年）には、宮殿（皇居）に装飾用絵画を納める。御紋付き木杯を賜る。
1971年（昭和46年）死去。墓所は多磨霊園

### コミュニティセンター
晩年は東京都武蔵野市吉祥寺に暮らし、屋敷跡が市のコミュニティセンターとなっており「九浦の家」と名付けられている。作品および遺品は武蔵野市に寄贈され、武蔵野市立吉祥寺美術館に収蔵されているほか、スケッチブックなどはコミュニティセンターでも展示されている。

## 代表作
- 『辻説法』（東京国立近代美術館）- 絹本著色 明治40年[4]
- 『天草四郎』（大阪中之島美術館） - 絹本著色 大正2年[5]
- 『恵林寺の快川』（東京芸術大学大学美術館） - 絹本著色 昭和17年[6]
- 『江漢画房』（武蔵野市立吉祥寺美術館）- 紙本著色 昭和24年
- 『廣業先生』（武蔵野市立吉祥寺美術館）- 昭和37年 [7]
- 『虞美人草』（石川県立美術館） - 紙本著色 六曲一双[8]

## 参考資料
- 日本美術院百年史編集室 (編)『日本美術院百年史』 1 (上)、日本美術院、1989年、678頁。